# Antifer
Antifer és un gènere extint de mamífers artiodàctils de la família dels bòvids que visqueren a Sud-amèrica des del Pliocè superior fins al Plistocè superior, fa entre 12.000 i 3,6 milions d'anys. Se n'han trobat restes fòssils a l'Argentina, el Brasil, l'Uruguai i Xile. Pesava entre 120 kg i uns 207 kg, segons les estimacions, xifres que el situen entre els cérvols sud-americans més grossos de tots els temps. Tenia el banyam situat més cap als costats que en els altres odocoileïnis. Un estudi publicat el 2020 calculà que l'espècie A. ensenadensis tenia el cervell just per sota de 300 g, cosa que donaria un quocient d'encefalització de 0,63-0,68.